# Frédéric Saisset
Frédéric Saisset, né à Perpignan (Pyrénées-Orientales) le 9 septembre 1873 et mort le 12 octobre 1953 à Paris, est un poète et écrivain français. Il écrit également sous les pseudonymes de Jean d'Orgemont et Pierre Tabal.     

## Biographie
Fils d'Albert Saisset, Frédéric Saisset vit à Paris la plupart du temps (sauf entre 1900 et 1907 dans le Roussillon). il est rédacteur en chef de la revue La Clavellina, revue littéraire mensuelle du Roussillon éditée à Perpignan de 1896 à 1902. Il collabore à plusieurs revues roussillonnaises comme Le Coq Catalan. Il est l'auteur de plusieurs recueils de poésie, de pièces de théâtre, d'essais et de romans .

## Œuvres
Poésies :
- Au fil du rêve : poésie, Paris, Paul Ollendorff, 1897, XII-132 p. , [1] f. de pl (lire en ligne).
- Les moissons de la solitude : poèmes, Paris, Sansot et Cie, 1907, 103 p. (lire en ligne).
- Paysages de l'âme : poèmes, Paris, Jouve et Cie, 1912, 123 p. (lire en ligne).
- Le miroir des songes, Paris, Editions de la Revue des poètes, Librairie Académique Perrin et Cie, 1928, 128 p. (lire en ligne).

Théâtre :
- Ignasi Iglesias, Les vieux : drame en 3 actes, adapté du catalan à la scène française par MM. Pierre Rameil et Frédéric Saisset, Paris, Librairie Molière, 1909, 126 p..
- L'Auberge de Jacobus, drame en 3 actes, Paris, Courtrai, 1929, 70 p..
- Jules Badin, Les Trabucaires ou Pour l'amour de Don Carlos : pièce en trois actes. [Céret, Théâtre de plein air des Arènes, 21 septembre 1936.], Céret, Imprimerie F. Casteil, 1936, non paginé.

Romans :
- Henri Dupuy-Mazuel, Le double crime, Paris, F. Juven, 1910, 294 p..
- Le secret de Marigny : roman, Paris, Éditions Marcel Daubin, 1948, 64 p..

Essais :
- Le courage quotidien, Paris, J. Oliven, 1933, 128 p..
- Les attitudes face à la vie, Paris, Presses Universitaires de France, 1941, 149 p. (lire en ligne).
- Qu'est-ce que la métapsychique ? D'après Richet, Bergson et Osty, Paris, Niclaus, 1950, 112 p..